# 久野統一郎
久野 統一郎（くの とういちろう、1937年4月2日 - 2020年1月8日）は、日本の政治家。位階は従四位。旭日重光章受章。
衆議院議員（3期）、国土政務次官、自治政務次官、自由民主党副幹事長。父は郵政大臣、衆議院議員を務めた久野忠治。

## 来歴・人物
愛知県知多市に生まれる。東海中学校・高等学校から早稲田高等学院に転校。早稲田大学理工学部土木工学科卒業。
大学卒業後は日本鋪道（現NIPPO）、日本道路公団などに勤務し、高速道路などの道路工事の現場責任者として活躍する。竹下登の中部地区担当の私設秘書を務めた。
1990年2月18日に行われた第39回衆議院議員総選挙に、政界引退を表明した父忠冶の後継者として、自民党公認で旧愛知2区から立候補。最下位ながら初当選した。2月19日から20日にかけて、前知多町議会議員の森下藤一や後援会支部役員らが買収容疑で逮捕されたが、自身は刑事罰を免れた。当選後は経世会（竹下派）に所属した。
1993年の総選挙で再選。1996年の総選挙では新進党新人ら4候補を破り、3期目の当選を果たした。
国土政務次官、自治政務次官、自民党副幹事長などを歴任した。当選当時の愛知県は2005年の愛知万博や中部国際空港の開港を控え、統一郎は建設族・国土族の議員として、中央と愛知県のパイプ役として大いに期待されていた（道路公団唯一の生え抜き議員といわれていた）。また、国土政務次官在任時に発生した阪神・淡路大震災では災害対策本部長を任され、実際に被災地に数か月も留まり、復興に尽力した。
しかし、2000年の第42回衆議院議員総選挙を前に「自分は政治家に向いていない。親父の跡を継いで10年間一生懸命がんばったがもう限界だ」と述べ、政界を引退した。後継は10歳年上の元環境庁長官で参議院議員の大木浩であった（結果は当選）。
引退理由の中には、1990年代の政界の激動（自民党が下野し細川連立政権の発足、自民党が政権復帰後のいわゆる自自連立政権、自自公連立政権、自公保連立政権）に国会議員として納得がいかないということもあった。
2007年春の叙勲で旭日重光章受章。
2020年1月8日、死去。82歳没。叙従四位。